# 澳大利亚认证管理会计师协会
澳大利亚认证管理会计师协会（Institute of Certified Management Accountants）是一个在全球范围内运作的澳大利亚组织，专注于管理会计。由于这个专注领域，它与其他澳大利亚会计协会（澳洲會計師公會，澳大利亚特许会计师协会，澳大利亚公共会计师协会）有所不同。

## 历史
澳大利亞認證管理會計師協會成为法律实体的历史可以追溯到1996年10月11日，当时采纳了其第一份协会章程，并于1996年11月12日依据1981年维多利亚州协会注册法（Associations Incorporations Act 1981）正式成立并纳入注册。
1997年3月，在创始成员的会议上决定选举杜瓦尔先生（一位从业25年的注册会计师和管理会计师）担任临时主席。协会最初的办公地址和秘书处位于考菲尔德霍桑路242号6号套房杜瓦尔先生的办公室内。